# Engie Brasil
Engie Brasil Energia S.A. (anciennement Gerasul puis Tractebel Energia S.A.) est une des principales entreprises privées du Brésil dans le secteur de l'électricité. Le groupe français Engie, en possède 68,71 %. Les actions d'Engie Brasil Energia sont échangées sur B3, la bourse des valeurs de São Paulo, et la firme est cotée sur ce marché.

## Stratégie
Engie Brasil détient des concessions (seul ou en copropriété) pour plusieurs centrales électriques au Brésil pour une puissance totale, au 31 décembre 2020, de 10 431,2 MW dont : 
- 11 importantes centrales hydroélectriques pour 8 102,3 MW : Les centrales de Salto Santiago, de Salto Osório, de Cana Brava, de Jaguara, de Miranda, de São Salvador, de Passo Fundo et de Ponte de Pedra détenues seules et des parts dans les centrales d'Itá, d'Estreito et de Machadinho[2].
- 2 centrales thermiques non renouvelables pour 1 202 MW : le complexe Jorge Lacerda, et la centrale de Pampa Sul[2].
- Plusieurs parcs éoliens, centrales solaire, à la biomasse...

Engie Brasil possède 32,5 % de TAG (Transportadora Associada de Gás) , propriétaire du plus grand réseau de transport de gaz naturel du pays, avec 4 500 km.

## Historique
- En 1998, Eletrosul (elle-même filiale de la société d'économie mixte Eletrobras), a vendu Gerasul à Tractebel, qui a été renommé Tractebel Energia en 2002. Gerasul était présent dans le Rio Grande do Sul, Santa Catarina, Paraná et le Mato Grosso do Sul.